# Sabicea najatrix
Sabicea najatrix är en måreväxtart som beskrevs av Nicolas Hallé. Sabicea najatrix ingår i släktet Sabicea och familjen måreväxter. Inga underarter finns listade i Catalogue of Life.